# Гастино
Гастино (англ. Gastineau Channel) — пролив на юго-востоке Аляски, США. Предположительно назван в честь землевладельца Джона Гастино.
Воды пролива разделяют территорию города Джуно и приливного острова Дуглас. Длина пролива около 25-30 км, на севере несколько километров пролив имеет направление запад-восток, далее — с северо-запада на юго-восток, ширина в самом узком месте — менее 200 м. С 1980 года в этом месте через пролив действует мост Джуно-Дуглас.
Для крупных судов пролив доступен лишь с юго-востока. Средние суда могут проходить пролив при большом приливе. Мелкие лодки и катера проходят пролив без проблем в любое время.
В зимнее время пролив не замерзает.